# 大丈
大丈（だいじょう）は、秋田県湯沢市にあった日本の百貨店である。

## 歴史・概要
「山宗呉服店」の大友壮助から大友丈吉が分家し、1920年（大正9年）12月16日に当時の雄勝郡湯沢村で呉服太物小売店を開店したのが始まりである。
第2次世界大戦中は衣料品の配給所として業容を維持した。
1949年（昭和24年）7月1日に「株式会社 大丈呉服店」を設立して改組し、1957年（昭和32年）9月16日に「株式会社 大丈」に社名を変更した。
本店は呉服を中心として取り扱っていたが、1961年（昭和36年）6月26日に横手支店を開設した際には同店を婦人服と子供服を主力とした。
1973年（昭和48年）11月2日に秋田県湯沢市柳町に鉄筋コンクリート造4階建ての店舗を建設して湯沢ショッピングデパート大丈として開業。
柳町商店街を代表する大型店として賑わいの中核を担っていたが、郊外に出来た駐車場を持つ大型店が進出した影響で売上が減少し、1996年（平成8年）9月に破産して閉店した。
閉店後は競売物件として破産管財人の管理下にあったが、2004年（平成16年）6月に湯沢市が金融機関を通じて土地の3分の2と建物を1,131万円で購入し、第三セクターのタウンマネージメント会社TMOゆざわによる店舗再開を模索したが実現しなかった。
その後、市内の中心市街地もある4商店街でつくる湯沢市四商店街連絡協議会が街に活気を取り戻すことを狙って、1階部分を市から無償で借りて、2006年（平成18年）11月11日にアエナゆざわとして地元の野菜など農産物や地元商店で作った惣菜などの食料品や、稲庭うどんや川連漆器などの地元の名産品などを扱い、近隣の高齢者に好評で1ヶ月平均4000人を集客したが、客単価が低く、パートの給料を払えば赤字という厳しい状況で営業していた。
その後、老朽化が進んで外壁落下の恐れなど安全面の問題が見付かったため、2011年（平成23年）6月からビルを解体して跡地をイベント広場として整備し、祭りの会場や市民のイベントに活用することとなった。

## 年表
- 1920年（大正9年）12月16日[2] - 当時の雄勝郡湯沢村で呉服太物小売店を[8]開店[2]。
- 1949年（昭和24年）7月1日 - 「株式会社 大丈呉服店」を設立して改組[2]。
- 1957年（昭和32年）9月16日 - 「株式会社 大丈」に社名を変更[2]。
- 1973年（昭和48年）11月2日[5] - 秋田県湯沢市柳町[4]に鉄筋コンクリート造4階建ての店舗を建設して湯沢ショッピングデパート大丈として開業[6]。
- 1996年（平成8年）9月[5] - 破産して閉店[7]。
- 2004年（平成16年）6月 - 湯沢市が土地の3分の2と建物を取得[9]。
- 2006年（平成18年）11月11日[4] - 1階部分に[9]アエナゆざわを開設[9]。
- 2011年（平成23年）6月 - ビルの解体を開始[6]。

## 過去に存在した店舗
- 本店（秋田県湯沢市柳町4-1[10]、1920年（大正9年）12月16日開店[2]）

2階建て・店舗面積130坪
- 横手支店（秋田県横手市四日市上丁28[10]、1961年（昭和36年）6月26日開店[2]）

店舗面積60坪